# Пэпо
«Пэпо» — первый армянский звуковой художественный фильм, снятый патриархом армянского кино Амо Бек-Назаряном по пьесе известного армянского драматурга Габриела Сундукяна на киностудии Арменфильм в 1935 году.

## Сюжет
Вторая половина XIX века, старый Тифлис. Фильм рассказывает о противостоянии честного бедного рыбака Пэпо и хитрого купца Зимзимова. Пэпо пытается через суд вернуть деньги, которые когда-то отец Пэпо дал в долг Зимзимову. Но находящийся в сговоре с Зимзимовым судья уничтожает подлинную расписку и заменят её на фальшивую. Это позволяет обвинить Пэпо в подлоге…

## В ролях
- Грачья Нерсесян — Пэпо
- Татьяна Махмурян — Кекель
- Давид Малян — Какули
- Авет Аветисян — Арутин Киракосович Зимзимов
- Амвросий Хачанян — купец Дарчо
- Татьяна Акопян (Асмик) — Шушан
- Мария Бероян — мать Дарчо
- Артём Бероян — гость

## Съёмки
Основная часть съёмок проходила в Тбилиси, некоторые сцены снимались в Москве и в Ереване. Для съёмок одного из эпизодов Бек-Назаряну приглянулись старые мельницы. Но за несколько дней до начала работы, оказалось, что их должны снести. Однако благодаря усилиям директора съёмочной группы Арама Огаджаняна снос удалось перенести на некоторое время и обессмертить старые колоритные мельницы на киноплёнке.
Последний съёмочный день в Тифлисе вылился в настоящий праздник. Сразу по окончании, гостеприимные кинто пригласили всю группу на пиршество. Несмотря на усталость, не принять приглашение означало бы обидеть новых друзей. В итоге, за столами, накрытых прямо на берегу Куры, собрались едва ли не всё кинто города, которые пировали как в старые добрые времена вместе с живыми героями Сундукяна — актёры праздновали окончание съёмок прямо в сценических костюмах.
В Москве был снят один самых знаменитых эпизодов в фильме — бал в доме Зимзимова.
Премьера фильма состоялась на открытии кинотеатра «Москва» в Ереване. Премьера в Москве — 16 июня 1935 года.

## Музыка
Важным составляющим «Пэпо», в котором действие происходит в Тбилиси конца XIX века, были музыка и песни тбилисских армян. Музыку для нового фильма писал молодой композитор Арам Хачатурян, для которого это был первый опыт в кино. Его произведения очень органично сплелись с народными мелодиями, создав колоритный фон для всего действа. Причём, во время работы Арам Хачатурян был очень требователен к самому себе. Например, ему понравилась лишь седьмая версия песни Пэпо. А по вечерам Амо Бек-Назарян и Арам Хачатурян вместе ходили в тифлисские кабаки, где слушали игру сазандаров (восточное трио) и записывали понравившиеся мелодии.

## Технические данные
- Чёрно-белый, звуковой
- Фильм восстановлен в 1964 году на киностудии «Мосфильм» (реж. Тамара Лисициан).